# Государство Алавитов
Государство Алавитов (араб. الدولة العلوية‎) — подмандатная территория Франции на территории современной Сирии. Государство существовало в 1923—1936 годах (в 1930—1936 годах — под названием Санджак Латакия). Была преимущественно населена алавитами — представителями эзотерического течения гулата.

## История

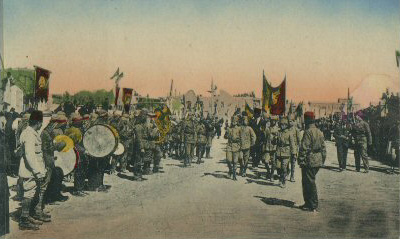
Военный парад в честь независимости области алавитов 8 марта

В результате краха Османской империи в конце Первой мировой войны различные провинции стали провозглашать независимость или отходить к другим государствам. Салих Аль-Али (Salih al-Ali) создал в 1919 году Алавитское государственное образование, со столицей в порту Латакия. Франция оккупировала большую часть Сирии в 1918 году и получила мандат на «Область алавитов» от Лиги Наций 2 сентября 1920 года. В октябре 1921 года Салих Аль-Али капитулировал перед французами. 1 июля 1922 года «Область алавитов» была включена в состав французской подмандатной территории Французская Сирия.
В 1922 г. глава французской администрации, генерал Максим Вейган (Maxime Weygand) позволил составным частям Сирии избрать собственные представительные советы. 29 сентября 1923 года Область алавитов была провозглашена государством со столицей в порту Латакия, 1 января 1925 года переименована в Государство алавитов. Выпускались собственные почтовые марки.
22 сентября 1930 года Область алавитов была переименована в Санджак Латакия. Население её к тому времени составило 278 тысяч человек.
5 декабря 1936 года (фактически с 1937) вошла в состав Сирии.

## Французские губернаторы
- 2 сентября 1920—192?: Ньеже (Niéger)
- 192? — 1 июля 1922: Гастон Анри Гюстав Бийотт (Gaston Henri Gustave Billotte; 1875—1940)
- 1 января 1925—1925: Леон Анри Шарль Кейла (Léon Henri Charles Cayla; 1881—1965)
- 1925 — 5 декабря 1936: Эрнест Мари Юбер Шёфле (Ernest Marie Hubert Schoeffler)